# Kremeljski polk
Kremeljski polk (izvirno rusko Кремлëвский полк) je gardni polk s statusom specialne enote, ki je v sestavi Zvezne zaščitne službe Ruske federacije.
Polk je zadolžen za varovanje Kremlja (tako dragocenosti kot tam delujočih državnikov) ter hkrati izvaja častno stražo pri večnem ognju pri Grobnici neznanega vojaka.

## Zgodovina
Polk nadaljuje tradicijo sovjetskih enot, ki so bile zadolžene za varovanje Kremlja. Za prvo enoto tako smatrajo Polk za specialni namen, ki je bil ustanovljen 8. aprila 1936.